# Сухопутные войска Италии
Сухопутные войска Италии (итал. Esercito Italiano) — вид вооружённых сил Италии. 
СВ Италии подчинены Генеральному штабу Сухопутных войск в Риме (итал. Stato Maggiore Esercito, SME). Итальянская пехота начиная с 2005 года состоит исключительно из профессиональных солдат и добровольцев. Численность на начало 2022 года: 96 700 человек личного состава.

## Рода войск и корпуса

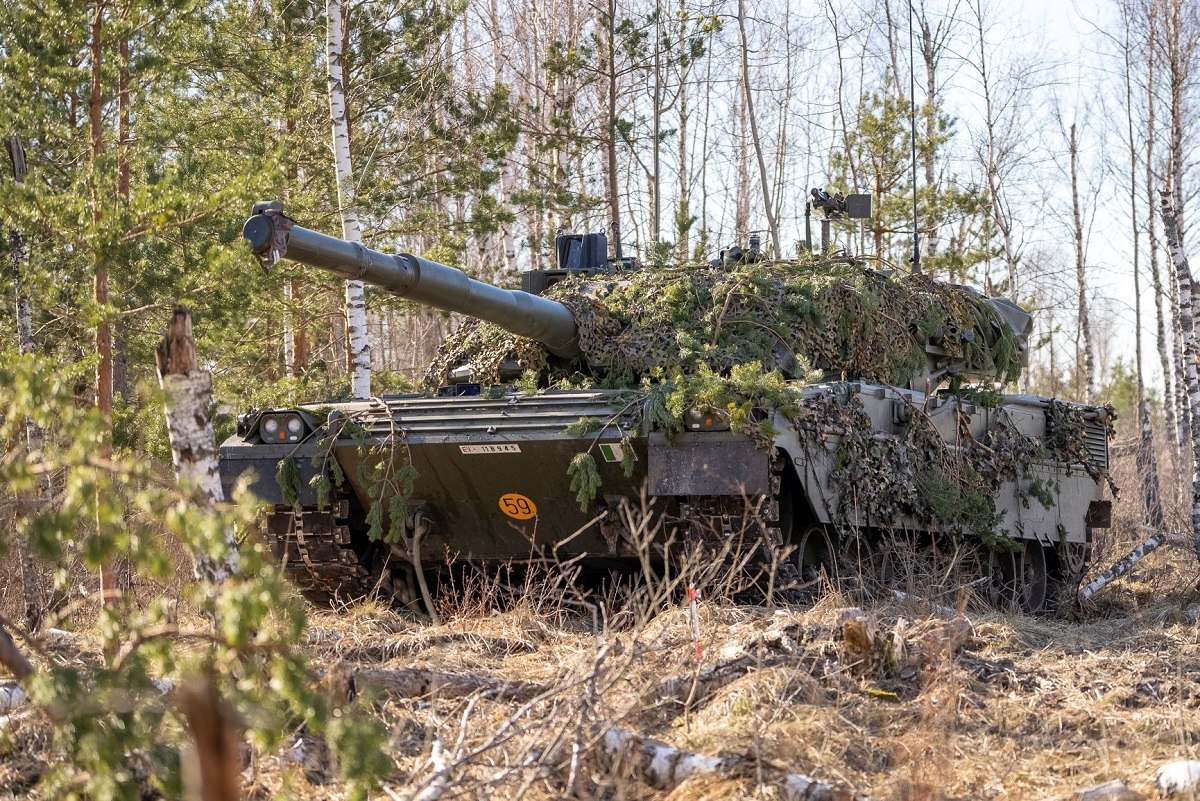
Замаскированный Ариете берсальерской бригады «Гарибальди» во время учений в Латвии в марте 2024 г.

### Рода войск
В СВ Италии шесть родов войск, в которые входят специальности (specialità), в то время как среди активных специальностей самым старым является «гренадеры», самым молодым — «лагунари»:
- Пехота (Arma di Fanteria):
  - Линейная пехота (Fanteria di linea)
  - Гренадеры (Granatieri)
  - Берсальеры (Bersaglieri)
  - Альпини (Alpini)
  - Парашютисты (Paracadutisti)
  - Лагунари (Lagunari)
- Кавалерия (Arma di Cavalleria):
  - Линейная кавалерия (драгуны, уланы, кавалеристы) (Cavalleria di Linea (Dragoni, Lancieri, Cavalleggeri)
  - Танкисты (Carristi)
- Артиллерия (Arma di Artiglieria):
  - Полевая артиллерия (Artiglieria terrestre)
  - Зенитная артиллерия (Artiglieria contraerei)
- Инженерные войска (Arma del genio):
  - Пионеры (Pionieri)
  - Понтонёры (Pontieri)
  - Железнодорожники (Ferrovieri)
  - Сапёры (Guastatori)
- Войска связи (Arma delle Trasmissioni):
  - Телематика (Telematica)
  - Радиоэлектронная борьба (Guerra Elettronica)
- Материальное обеспечение и транспортные войска (Arma dei Trasporti e Materiali)

### Корпуса
- Корпус коммиссариата (Corpo di Commissariato dell’Esercito Italiano)
- Санитарный корпус (Corpo Sanitario dell’Esercito Italiano)
- Инженерный корпус (Corpo degli Ingegneri dell’Esercito)

### Армейская авиация
Армейская авиация (Aviazione dell'Esercito) — специальность которая не принадлежит ни к одному роду войск или корпусу.

## Структура

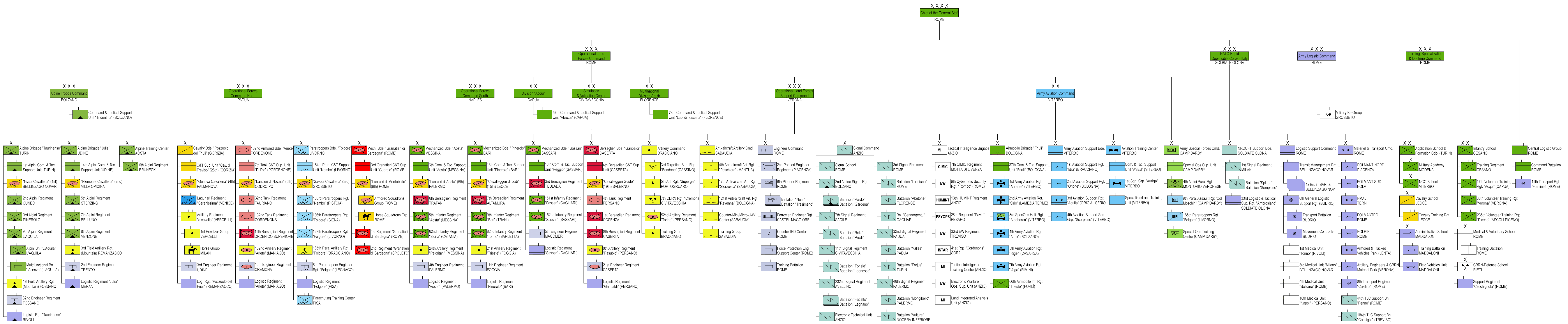
Структура итальянской армии на 2024 год.

Структура итальянской армии на 1989 год.

### 2024 год
| Название                                                    | Штаб                             | Состав |
| ----------------------------------------------------------- | -------------------------------- | --- |
| Генеральный штаб сухопутных войск                           | Рим (Лацио)                      | |
| Оперативное командование сухопутных войск                   | Рим (Лацио)                      | - Дивизия «Акуи» (Капуя (Кампания)) - Дивизия «Витторио-Венето» (Флоренция (Тоскана)) - Командование сил специального назначения (военная база Дарби близ Пизы) - Центр моделирования и валидации (Чивитавекья) - Командование армейской авиации (Витербо) - Бригада армейской авиации - Аэромобильная бригада «Фриули» - Учебный центр армейской авиации (Витербо) - Командование поддержки армейской авиации (Витербо) - 3-й вертолётный полк специальных операций (Витербо) |
| Командование поддержки сухопутных войск                     | Верона (Венеция)                 | - Артиллерийское командование (Браччано) - Командование противовоздушной обороны (Сабаудия) - Инженерное командование (Рим) - Командование связи (Анцио) - Командование материально-технического обеспечения (Анцио) - Бригада тактической информации (Анцио) |
| Командование тыла сухопутных войск                          | Рим (Лацио)                      | |
| Столичное командование                                      | Рим (Лацио)                      | |
| Командование армейской подготовки, специализации и доктрины | Рим (Лацио)                      | - Учебное командование и школы применения - Пехотная школа (Чезано) - Кавалерийская школа (Лечче) - Административная школа (Маддалони) - Школа РХБЗ (Риети) - Медицинско-ветеринарная школа (Рим) - Полк поддержки «Чекиньола» (Рим-Чекиньола) |
| Командование горных войск                                   | Больцано (Трентино-Альто-Адидже) | - Альпийская бригада «Тауринензе» - Альпийская бригада «Юлия» - Альпийский учебный центр |
| Северное оперативное командование                           | Падуя (Венеция)                  | - Танковая бригада «Ариете» - Воздушно-десантная бригада «Фольгоре» - Кавалерийская бригада «Поццуоло-дель-Фриули» |
| Южное оперативное командование                              | Неаполь (Кампания)               | - Берсальерская бригада «Гарибальди» - Механизированная бригада «Гренадеры Сардинии» - Механизированная бригада «Аоста» - Механизированная бригада «Пинероло» - Механизированная бригада «Сассари» |
| Корпус быстрого развёртывания НАТО — Италия                 | Сольбьяте-Олона (Ломбардия)      | - Бригада поддержки - 1-й полк связи (Милан) - Полк материально-технического обеспечения (Сольбьяте-Олона) |

## Звания
- Генерал (generale)
- Корпусной генерал (generale di corpo d’armata)
- Дивизионный генерал (generale di divisione)
- Бригадный генерал (generale di brigata)
- Полковник (colonnello)
- Подполковник (tenente colonnello)
- Майор (maggiore)
- Премьер-капитан (primo capitano)
- Капитан (capitano)
- Лейтенант (tenente)
- Младший лейтенант (sottotenente)
- Курсант (allievo ufficiale)
- Премьер-маршал-лейтенант (primo maresciallo luogotenente)
- Премьер-маршал (primo maresciallo)
- Шеф-маршал (maresciallo capo)
- Ординарный маршал (maresciallo ordinario)
- Маршал (maresciallo)
- Главный старшина (sergente maggiore capo)
- Старшина (sergente maggiore)
- Сержант (sergente)
- Шеф-капрал-майор (caporale maggiore capo)
- Премьер-капрал-майор (primo caporal maggiore)
- Капрал-майор (caporale maggiore)
- Капрал (caporale)
- Солдат (soldato)

### Генералы
| Категории       |               |                            |                       |                     |
| Код НАТО        |               |                            |                       |                     |
| --------------- | ------------- | -------------------------- | --------------------- | ------------------- |
| Знаки различия  |               |                            |                       |                     |
| Чин СВ Италии   | Generale      | Generale di corpo d’armata | Generale di divisione | Generale di brigata |
| Русский перевод | Генерал       | Корпусный генерал          | Дивизионный генерал   | Бригадный генерал   |
| Звание ВС РФ    | Генерал армии | Генерал-полковник          | Генерал-лейтенант     | Генерал-майор       |

### Офицеры
| Категории       |            |                    |          |                 |          |                   |                   |                   |
| Код НАТО        |            |                    |          |                 |          |                   |                   |                   |
| --------------- | ---------- | ------------------ | -------- | --------------- | -------- | ----------------- | ----------------- | ----------------- |
| Знаки различия  |            |                    |          |                 |          |                   |                   |                   |
| Чин СВ Италии   | Colonnello | Tenente colonnello | Maggiore | Primo capitano  | Capitano | Tenente           | Sottotenente      | Allievo ufficiale |
| Русский перевод | Полковник  | Подполковник       | Майор    | Премьер-капитан | Капитан  | Лейтенант         | Младший лейтенант | Курсант           |
| Звание ВС РФ    | Полковник  | Подполковник       | Майор    | нет             | Капитан  | Старший лейтенант | Лейтенант         | Младший лейтенант |

## Вооружение, военная и специальная техника
| Название                                    | Изображение                 | Назначение                                          | Производство                       | Количество                  | Примечания                           |
| Боевые бронированные машины                 | Боевые бронированные машины | Боевые бронированные машины                         | Боевые бронированные машины        | Боевые бронированные машины | Боевые бронированные машины          |
| ------------------------------------------- | --------------------------- | --------------------------------------------------- | ---------------------------------- | --------------------------- | ------------------------------------ |
| «C1 Ариете»                                 |                             | Основной боевой танк                                | Италия                             | 150                         |                                      |
| B1 «Чентауро»                               |                             | Боевая машина с тяжёлым вооружением / колёсный танк | Италия                             | 255                         |                                      |
| B1 «Чентауро» II                            |                             | Боевая машина с тяжёлым вооружением / колёсный танк | Италия                             | 8                           |                                      |
| VCC-80 «Дардо»                              |                             | Боевая машина пехоты                                | Италия                             | 165                         |                                      |
| VBM «Фреччиа»                               |                             | Боевая машина пехоты                                | Италия                             | 261                         | Включая 20 КШМ и 36 СПТРК на базе.   |
| Вездеходы                                   |                             |                                                     |                                    |                             |                                      |
| Bv-206S                                     |                             | Двухзвенный гусеничный вездеход                     | Швеция                             | 148                         |                                      |
| Бронетранспортёры                           |                             |                                                     |                                    |                             |                                      |
| Puma                                        |                             | Бронетранспортёр                                    | Италия                             | 198                         |                                      |
| VTMM Orso                                   |                             | Бронетранспортёр                                    | Германия                           | 33                          | Включая 16 ед. БММ.                  |
| Cougar                                      |                             | Бронеавтомобиль с усиленной противоминной защитой   | США                                | 10                          |                                      |
| Iveco LMVIveco LMV2                         |                             | Бронеавтомобиль с усиленной противоминной защитой   | Италия                             | 179816                      | Включая 82 БММ.                      |
| AAVP-7AAVC-7                                |                             | Амфибийный бронетранспортёр                         | США                                | 141                         | 14 БТР AAVP-7, 1 командирский AAVС-7 |
| Артиллерия и тактические ракетные комплексы |                             |                                                     |                                    |                             |                                      |
| PzH 2000                                    |                             | 155-мм самоходная гаубица                           | Германия                           | 70                          |                                      |
| FH-70                                       |                             | 155-мм гаубица                                      | Италия · Великобритания · Германия | 163                         |                                      |
| Oto Melara Mod 56                           |                             | 105-мм гаубица                                      | Италия                             | 25                          |                                      |
| M270                                        |                             | 227-мм РСЗО                                         | США                                | 22                          |                                      |
| VBM 8×8 Freccia                             |                             | 120-мм самоходный миномёт                           | Италия                             | 21                          |                                      |
| M106A1                                      |                             | 120-мм самоходный миномёт                           | США                                | 50                          |                                      |
| BRANDT                                      |                             | 120-мм миномёт                                      | Франция                            | 183                         |                                      |
| RT-61 (RT-F1)                               |                             | 120-мм миномёт                                      | Франция                            | 142                         |                                      |
| Expal                                       |                             | 81-мм миномёт                                       | Испания                            | 283                         |                                      |
| Противотанковые средства                    |                             |                                                     |                                    |                             |                                      |
| Spike                                       |                             | ПТРК                                                | Италия · Израиль                   | н/д                         |                                      |
| Инженерная и специальная техника            |                             |                                                     |                                    |                             |                                      |
| Dachs                                       |                             | Инженерный танк                                     | Германия                           | 25                          |                                      |
| M113                                        |                             | Инженерный танк                                     | США                                | 396                         | На базе M113                         |
| Bergepanzer                                 |                             | Бронированная ремонтно-эвакуационная машина         | Германия                           | 69                          |                                      |
| AAVR-7                                      |                             | Бронированная ремонтно-эвакуационная машина         | США                                | 1                           |                                      |
| Biber                                       |                             | Танковый мостоукладчик                              | Германия                           | 30                          |                                      |
| Buffalo MPV                                 |                             | Бронированная машина разминирования                 | США                                | 6                           |                                      |
| Miniflail                                   |                             | Робот-сапёр                                         | США                                | 3                           |                                      |
| VTMM Orso                                   |                             | Бронированная машина разминирования                 | Германия                           | 25                          |                                      |
| VBR NBC Plus                                |                             | Машина РХБ разведки                                 | Франция · Италия                   | н/д                         |                                      |
| Средства ПВО                                |                             |                                                     |                                    |                             |                                      |
| SAMP/T                                      |                             | ЗРК большой дальности                               | Италия · Германия · Франция        | 20                          |                                      |
| Skyguard/Aspide                             |                             | ЗРК малой дальности                                 | Швейцария/ Италия                  | 32                          |                                      |
| FIM-92A «Стингер»                           |                             | ПЗРК                                                | США                                | н/д                         |                                      |
| Вертолёты и самолёты                        |                             |                                                     |                                    |                             |                                      |
| Do-228 (ACTL-1                              |                             | транспортный самолёт                                | Германия                           | 3                           |                                      |
| P.180 «Аванти»                              |                             | пассажирский самолёт                                | Италия                             | 3                           |                                      |
| AW129CBT Mangusta                           |                             | Ударный вертолёт                                    | Италия                             | 35                          |                                      |
| AB-412 Twin Huey                            |                             | многоцелевой вертолёт                               | США                                | 14                          |                                      |
| CH-47С «Чинук»                              |                             | транспортный вертолёт                               | США                                | 16                          |                                      |
| NH90 TTH (UH-90)                            |                             | транспортный вертолёт                               | Европейский союз                   | 53                          |                                      |
| AW169LUH (UH-169B)                          |                             | транспортный вертолёт                               | Италия                             | 2                           |                                      |
| Bell 205 (AB-205)                           |                             | транспортный вертолёт                               | США                                | 29                          |                                      |
| AB-206 JetRanger                            |                             | многоцелевой вертолёт                               | США                                | 28                          |                                      |
| AB-212                                      |                             | многоцелевой вертолёт                               | США                                | 13                          |                                      |